# Бадді Мелджес
Бадді Мелджес (англ. Buddy Melges, 26 січня 1930 — 18 травня 2023) — американський яхтсмен.
Олімпійський чемпіон 1972 року в класі Солінґ, бронзовий призер 1964 року в класі Летючий голандець.
Переможець Панамериканських ігор 1967 року в класі Летючий голандець.